# Xavier Galmiche
Pour les articles homonymes, voir Galmiche.
 (mars 2021).
Œuvres principales
Littérature et culture Centre européenne
Xavier Galmiche, né le 30 juin 1963 à Nancy (France), est un écrivain français, professeur des universités. Il enseigne à la section d’études centre-européennes de l’UFR d’études slaves de la Faculté des lettres de Sorbonne Université (anciennement Université Paris-IV Sorbonne puis Paris-Sorbonne). Sa principale spécialité est la littérature tchèque, dont il traduit à l’occasion des œuvres classiques ou contemporaines (Karel Hynek Mácha, Antonín Sova, Bohumil Hrabal), et qu’il s’attache à comprendre dans le contexte plus large des cultures centre-européennes (allemande et autrichienne, hongroise, polonaise, slovaque notamment).

## Biographie
Après des études de lettres classiques, Xavier Galmiche a intégré l’ENS rue d'Ulm (major de la promotion 1984) ; agrégé de lettres modernes en 1986, Professeur des universités enseignant-chercheur à Sorbonne Université, il fut jusqu'à fin 2013 codirecteur du Centre de recherches sur les cultures et littératures d'Europe centrale orientale et balkanique, puis le cofondateur et le premier directeur (2014-2018) de l'unité mixte (Paris-Sorbonne / CNRS) consacrée aux Cultures et sociétés d’Europe orientale, balkanique et médiane (UMR8224 EUR'ORBEM). Il intervient dans d'autres universités d'Europe centrale et françaises sur son thème de prédilection, ou dirige en cotutelle de thèse avec d'autres professeurs d'université,,,.

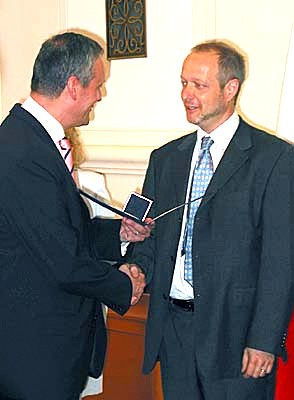
-----------------Photo Radio Prague : Le Ministre des affaires étrangères tchèque Cyril Svoboda remettant le Gratiat Agit à Xavier Galmiche

Sa motivation pour faire connaître la culture centre-européenne est récompensée en 2006 avec l'attribution du prix Gratiat Agit solennellement remis par le ministre des affaires étrangères tchèque, Cyril Svoboda. En 2020, il est le premier Français à se voir décerner le prestigieux prix Premia Bohemica. L'année suivante, il reçoit le prix Décembre 2021 pour son essai poétique Le Poulailler métaphysique. Il s’occupe aussi de l’œuvre poétique de Marie Noël),,.

## Travaux de recherche
Xavier Galmiche tente surtout de comprendre cette littérature dans une tradition historique : l’imprégnation de l’esthétique baroque qui s’imposa au XVIIe siècle induisit en effet de nombreux traits présents dans le romantisme et le symbolisme surtout, mais également jusqu’à nos jours : saisie de la complexité du moi ; ambivalence entre appétence métaphysique et philosophie matérialiste (notamment à travers l’essor du formalisme esthétique), entre esprit de sérieux et inclination au comique,.
S’il tente de saisir l’image que cette culture a conquise en Europe occidentale (notamment chez des écrivains voyageurs comme William Ritter), il la comprend surtout dans une perspective dépassant le cadre national, dans le cadre élargi de l’Europe centrale, ou coexistent dans des relations de complémentarité et de concurrences de nombreuses composantes linguistiques et socioculturelles.
Dans sa recherche personnelle, il est attentif à la persistance de la multiculturalité des Pays tchèques d’autrefois, et à la mémoire allemande. Dans le monde de l’enseignement et de la recherche, il a cofondé en 2001 le Centre interdisciplinaire de recherches centre-européennes et sa revue Cultures d’Europe centrale.
Les résultats des recherches sont communiqués lors de colloques, publications en ligne , ou revues et livres.
Le CEFRES a salué les travaux de Xavier Galmiche lors de son rapport d'activité 2011-2012.

## Publications

### Comme auteur
- Prague, Bohême, Moravie : guide littéraire, artistique, touristique, Éditions Jacques Damase, 1998, 143 pages  (ISBN 978-2-90-463219-8)
- La Havane, Telleri, 1990  (ISBN 978-2-74-500085-9)
- Le récit de miracle: Oublier Augustin, Desclée de Brouwer, 1992  (ISBN 978-2-22-003291-7)
- La Havane ; quartiers de lumière, Telleri, 2005  (ISBN 978-2-84-576014-1)
- Récits d'agonie, Quintette, 2000, 80 pages  (ISBN 978-2-86-850029-8)
- Le billet de Madeleine, Quintette, 2000  (ISBN 978-2-86-850013-7)
- Oboles ordinaires, Le Mot et le reste, 2003 - 92 pages  (ISBN 978-2-91-537801-6)
- La Havane. Quartiers de lumière, Telleri, 2005  (ISBN 978-2-84-576014-1)
- Écrits dyonisiens, Le Mot et le reste, 2006  (ISBN 978-2-91-537830-6)
- Vladimir Holan: Le bibliothécaire de Dieu (Prague 1905-1980), Institut d'études slaves, 2009,  (ISBN 978-2-72-040452-8)
- Vladimír Holan, bibliotekář Boha: Praha 1905-1980 Éditeur Akropolis, 2012 - 225 pages
- William Ritter voyage en Slovaquie (1903-1914) – Images d’un pays rêvé, II tomes, Paris, Eur'ORBEM Editions, 2019, 429 pages  (ISBN 979-10-96982-11-0)[10]
- Fabrica nationum. Rukopisy a „líheň na národy“: francouzská recepce (komparatismy, kulturní transfery, empatie) [Les Manuscrits et la « fabrique des nations » : réception française. Comparatismes, transferts culturels, empathies] in Dalibor Dobiáš (ed.): Rukopisy královédvorský a zelenohorský. Studie z recepce v české a evropské kultuře [Les Manuscrits de Dvůr králové et Zelená Hora. Études de réception dans les cultures tchèque et européennes] Praha: Academia, 2019, p. 1083-1108
- Cotes mal taillées ? La nomenclature de la bibliothèque de l’Institut d’études slaves (1924) : une géopolitique du savoir entre principes et contingences, Revue des études slaves, T. 91, fasc. 1-2, Paris, 1921. L’Institut d’études slaves, acteur de la slavistique, sous la direction de Sylvie Archaimbault et Pierre Gonneau, Paris, 2020, p. 65-83 (résumé en anglais p. 83)
- Irzykowskiego i Roussela maszyny do pisania: awatary, cyber-literatura i rzeczywistość wirtualna [Irzykowski / Roussel et leurs machines à écrire : cyberlittérature, avatars, réalité virtuelle], z francuskiego przełożyli Mateusz Chmurski i Kinga Siatkowska-Callebat, in Karol Irzykowski : człowiek sporu, postać sporna, Mateusz Chmurski, Katarzyna Sadkowska, Kinga Siatkowska-Callebat (dir.), Instytut Badań Literackich PAN, 2020, p. 75-83,  (ISBN 978-8-36-607645-7)
- Le Poulailler métaphysique, Le Pommier, 2021 (ISBN 978-2-74-652345-6)

### Coauteur
- Des têtes, Bernard Lamarche-Vadel, Isabelle Sobelman, Jean-Luc Parant, Xavier Galmiche, La Chartreuse - Editions de la différence, 1989  (ISBN 978-2-72-910436-8)
- Prague : passages et galeries, Brozova, Hebler, Xavier Galmiche, Norma Editions, 1993
- La question du Kosovo, Ibrahim Rugova, Marie-Françoise Allain, Fayard, 1994
- Bohumil Hrabal, palabres et existence suivi de Caïn récit existentiel, Bohumil Hrabal, Arnault Maréchal, Presses de l'Université Paris-Sorbonne, 2002
- L'Attraction et la nécessité. Musique tchèque et culture française au XXe siècle, Lenka STRÁNSKÁ, Bärenreiter Praha, 2004
- Images de la Bohême dans les lettres françaises : Réciprocité culturelle des Français, Tchèques et Slovaques février 2004, Presses de l’université de Paris-Sorbonne  (ISBN 978-2-84-050285-2)
- Dominik Tatarka : Un écrivain en dissidence, L’Harmattan, 2007  (ISBN 978-2-29-602660-5)
- Les villes multiculturelles en Europe Centrale, Delphine Bechtel, Xavier Galmiche, Belin Editeur, 2008
- Baroque en Bohême, de Marie-Elizabeth Ducreux, Martin Petras, Vit Vlnas, Éditions du Conseil Scientifique Charles-de-Gaulle Lille-3, 2009  (ISBN 978-2-84467-113-4)
- Hélène Camarade, Xavier Galmiche et Luba Jurgenson (dir.), Samizdat : publications clandestines et autoédition en Europe centrale et orientale (années 1950-1990), Paris : Nouveau Monde Éditions, 2023, 320 pages,  (ISBN 978-2-38094-411-2)

### Traducteur
- Vivre avec une étoile, Jiří Weil, Empreinte, 1992
- Ballades sanglantes et légendes, Bohumil Hrabal, L'Esprit des Péninsules, 2004
- Ruthie ou la couleur du monde, Tomas Kolsky, Editions de l'Olivier, 2005
- Le labyrinthe du monde et le paradis du cœur, Comenius, WALD Press, 2006 - 203 pages
- Pèlerin et brigand de Bohême : Œuvres choisies, Karel Hynek Macha, Éditions Zoé, 2007
- Histoires de chien et de chat: Sur la façon dont ils vivaient ensemble et sur bien d'autres choses encore, Josef Čapek, Éditions MeMo, 2008
- Tony casse-cou (Příhody Ronda Čutala), Joseph Brukner (ill.) Josef Lada, Éditions MeMo, Nantes, 2009
- Songes et poèmes en prose, Jan Vladislav (cs), Rehauts, 2011
- Ursin et Ursulin, Zbyněk Černík, Alžběta Skálová (cs)(ill.), Nantes, Éditions MeMo, 2012
- Cinq contes pas comme les autres, Karel Capek, Nantes, Éditions MeMo, 2017

## Récompenses
- Prix Premia Bohemica, remis par le ministère de la Culture, bibliothèque régionale de Moravie République tchèque, 2020[11]
- Prix Décembre 2021 pour Le Poulailler métaphysique[12]